# ریک دوفی
ریک دوفی (انگلیسی: Rick Dufay؛ زادهٔ ۲ فوریهٔ ۱۹۵۲) یک نوازنده گیتار اهل ایالات متحده آمریکا است. وی از سال ۱۹۸۰ میلادی تاکنون مشغول فعالیت بوده‌است. وی عضو سابق گروه موسیقی اروسمیث بود.